# Milionia keysseri
Milionia keysseri là một loài bướm đêm trong họ Geometridae.